# Dan Claudino
Dan Claudino (Santo André, 7 ottobre 1996) è un attore brasiliano.

## Biografia
Dan Claudino è nato a Santo André, San Paolo, Brasile il 7 ottobre 1996, figlio di Rita Claudino e Claudio Francisco. Dan è il figlio di mezzo di cinque fratelli: un fratello gemello, un fratello minore, un fratello maggiore e una sorella. Quando Dan aveva 11 anni, iniziò a frequentare una scuola di recitazione per attori di teatro, dove iniziò la sua carriera artistica recitando in brevi produzioni teatrali. Nel 2013, a 15 anni, Dan ha recitato nel suo primo spettacolo teatrale professionale Mistério na Sala de Ensaio e Outras Histórias interpretando Célio.
Dan ha recitato in alcuni film, tra cui Tem Alguém em Casa? (2022), nel ruolo di Airton, dEus (2022), nel ruolo di Gustavo Silva Rossi, Amor à Terceira Vista (2022), nel ruolo di Léo, Pule ou Ocorrência às 4h48 (2020), adattamento cinematografico dell'omonima commedia, registrato a casa a causa di la pandemia di Covid-19, e Flores Secas (2017), dove interpretava Frederico "Fred", un doppio ruolo con il fratello gemello Davi Claudino.
Nel 2014, Dan ha recitato nel terzo episodio della miniserie televisiva Extremos da Cidade (2014) in cui parla dell'importanza della produzione artistica a San Paolo, in Brasile. È anche apparso e diretto diversi video musicali, tra cui Grupo Aspas: Vem Mudar o Teu Futuro (2014), Grupo Aspas: Avulso (2014), Grupo Aspas: Precoce (2014), Y3ll & Sloope: Sonhoz (2019) e Leo Lotho: Olhar (2019).
I suoi crediti teatrali passati includono À Deriva (2019), O Último Carro (2018), The Balcony (2017), 4.48 (2016-2017), Adolescer Indefinido (2016), O Casamento de Mané Bocó (2015), Histórias de bobos, bocós, burraldos e paspalhões (2014-2016), la sua opera di maggior successo, avendo recitato in diverse città dello Stato di San Paolo e vinto numerosi premi, Jovens Opressores (2014), Aquela Água Toda (2014) diretto da Cacá Carvalho, e altro ancora. Dan ha anche diretto la commedia Pule ou Ocorrência às 4h48 (2019), dove ha interpretato Margô, questa opera ha vinto un premio per essere prodotta.

## Vita privata
Dan vive a San Paolo e ha scritto una storia dell'orrore chiamata O Assassino da Esquina. Si è laureato in Arti dello spettacolo presso il National Commercial Learning Service (SENAC / SP) e sta studiando Cinema all'Università Anhembi Morumbi.

## Filmografia parziale

### Cinema
- Flores Secas, regia di Julia Gorgulho (2017)[10]
- Pule ou Ocorrência às 4h48, regia di Coletivo Error 404 (2020)
- dEus, regia di Felipe Araujo e Beatriz Fiorito (2022)
- Amor à Terceira Vista, regia di Ycaro Mariano e Nathália Lourenço (2022)
- Tem Alguém em Casa?, regia di Arthur Gabriel (2023)[11]
- Eco, regia di Saulo Carvalho (2024)[12][13]
- Is There Anyone Home?, regia di Dan Claudino (2025)[14]
- O Dia que Tropecei em Mim e Percebi que era Pó, regia di Dan Claudino (2025)

### Televisione
- Extremos da Cidade - miniserie TV (2014)

### Video musicali
- Avulso, di Grupo Aspas (2014)
- Precoce, di Grupo Aspas (2014)
- Vem Mudar o Teu Futuro, di Grupo Aspas (2014)
- Sonhoz, di Y3ll & Sloope (2019)
- Olhar, di Leo Lotho (2019)[15]

### Spettacoli teatrali
- O Idílio de Carvoeirinha, di Federico García Lorca / Maria Celma (2009)
- Mistério na Sala de Ensaio e Outras Histórias, di Sérgio Roveri / André Blumenschein (2013)
- Pega-Trouxa-De-Papo-Furado, di Ricardo Azevedo / Compagnia teatrale Grama Verde (2013-2016)
- Aquela Água Toda, di Cacá Carvalho (2014)
- Jovens Opressores, di Robson Alfieri (2014)
- Histórias de bobos, bocós, burraldos e paspalhões, di Ricardo Azevedo / Compagnia teatrale Grama Verde (2014-2016)
- Um Conto de Natal, di Compagnia teatrale Grama Verde (2014)
- Verminoses, di Compagnia teatrale Grama Verde (2015)
- O Casamento de Mané Bocó, di Ricardo Azevedo / Compagnia teatrale Grama Verde (2015-2016)
- Doba, di Projeto 1ª Cena (2015)
- Marias Silenciadas, di Coletivo Error 404 (2016)
- Adolescer [Indefinido], di Proejto 1ª Cena (2016)
- 4.48, di Coletivo Error 404 (2016-2017)
- Casa de Bonecas, di Henrik Ibsen / Compagnia Teatrale Skena (2017)
- O Balcão, di Jean Genet / Compagnia Teatrale Skena (2017)
- O Último Carro, di João das Neves / Compagnia Teatrale Skena (2018)
- À Deriva, di Douglas Lobo / Coletivo Error 404 (2018)
- Pule ou Ocorrência às 4h48, di Dan Claudino / Coletivo Error 404 (2019-2020)[16]